# Help Me Lose My Mind
Singles de Disclosure featuring London Grammar
F for You
(2012) Voices
(2013)
Help Me Lose My Mind est le cinquième single issu de l'album Settle du duo britannique de musique électronique Disclosure et sorti en 2013. Il est chanté par London Grammar.

## Liste des titres
Toutes les chansons sont écrites et composées par Guy Lawrence, Howard Lawrence, Hannah Reid.
| 1. | Help Me Lose My Mind | 5:35 |

## Classements
| Classement (2013)                     | Meilleure position |
| ------------------------------------- | ------------------ |
| Belgique (Flandre Ultratip 100)       | 27                 |
| Irlande (IRMA)                        | 97                 |
| Royaume-Uni (Official Charts Company) | 56                 |

## Historique des sorties
| Pays        | Date            | Format                 | Label               | Référence |
| ----------- | --------------- | ---------------------- | ------------------- | --------- |
| Royaume-Uni | 25 octobre 2013 | Téléchargement digital | PMR, Island Records | N/A       |